# Olof Celsius le Jeune
Pour les articles homonymes, voir Celsius.
Olof Celsius le Jeune, né à Uppsala (province d'Uppland) le 15 décembre 1716 et mort le 15 février 1794, est un historien et évêque suédois, membre de l'Académie suédoise.
Il est le fils du botaniste, théologien et orientaliste Olof Celsius l'ancien (1670-1756) et le cousin germain de l'astronome Anders Celsius (1701-1744).

## Biographie
Professeur d'histoire à Uppsala, évêque de Lund, il fonde en 1742 le premier journal littéraire de Suède. 

## Œuvres
- Histoire ecclésiastique de Suède, 1767
- Histoire de Gustave Ier, 2 vol., 1746-1753
- Histoire d'Eric XIV, 1744

On lui doit aussi des traductions d'Homère et de Virgile ainsi que des vers. 